# زجاجي العين
زجاجي العين أو قُراد الجِمال (الاسم العلمي: Hyalomma) هو جنس من العنكبوتيات يتبع فصيلة اللبوديات الصلبة من رتبة لبوديات الشكل.

## أنواع زجاجي العين
- زجاجي العين الأحمر
- زجاجي العين الأقطع
- زجاجي العين الأناضولي
- زجاجي العين الآسيوي
- زجاجي العين البرتغالي
- زجاجي العين السينائي
- زجاجي العين العربي
- زجاجي العين اللامع
- زجاجي العين المدموغ
- زجاجي العين المصري
- زجاجي العين قصير النقط
- زجاجي العين مميز الحواف